# Rudolf Gajdoš
Rudolf Gajdoš (26. ledna 1908, Měřín – 7. října 1975, Mikulov) byl český malíř.

## Život

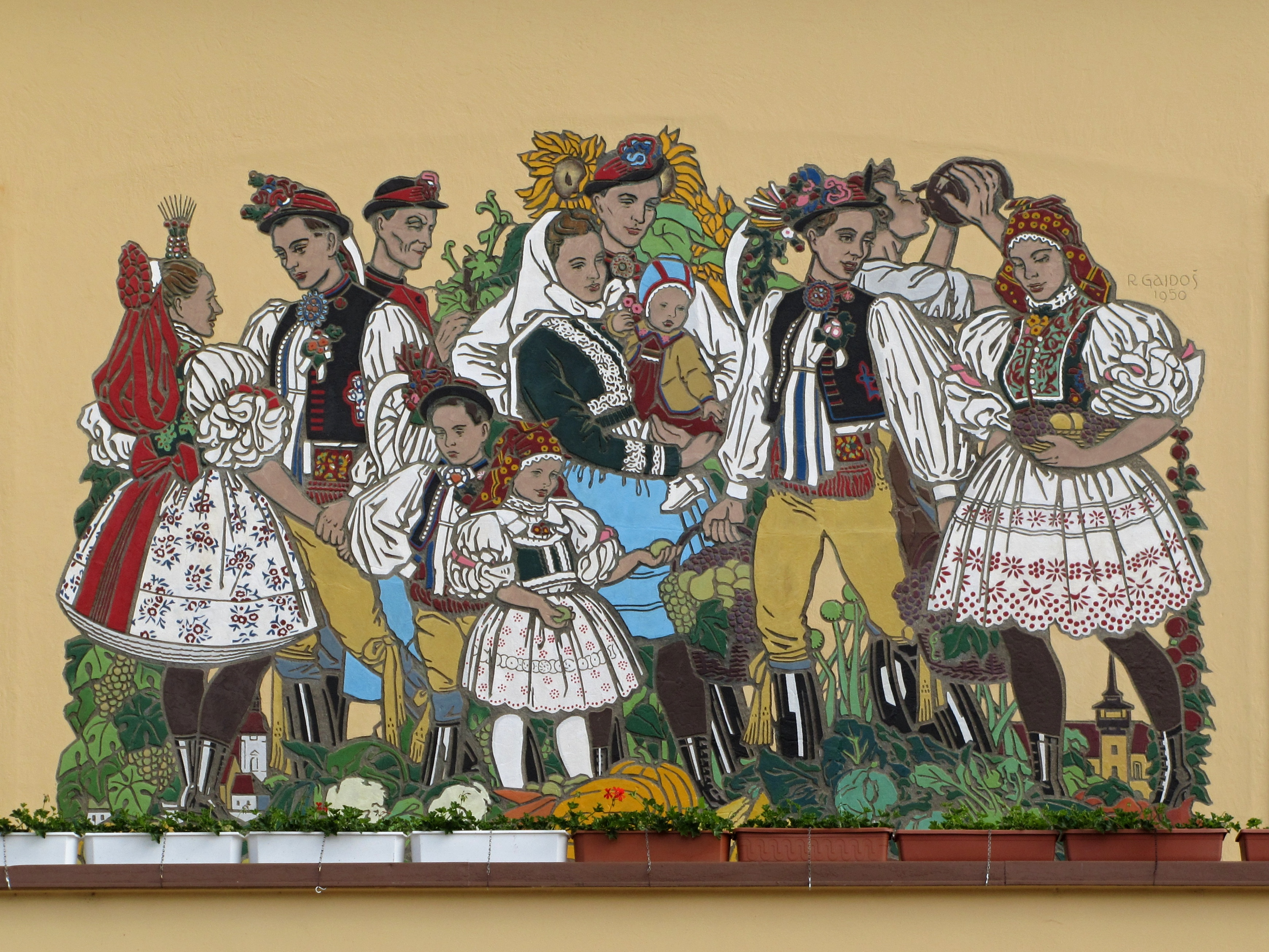
Sgrafito na radnici ve Vracově

Své dětství a mládí prožil v Lednici. Studoval na břeclavském gymnáziu, kde byl členem školního orchestru. Po maturitě začal studovat v Brně na VUT, ale po roce studia odešel do Prahy na akademii výtvarných umění, kde studoval figurální tvorbu u Maxe Švabinského. Za vynikající studijní výsledky je odměněn 1. cenou AVU, získal též stipendijní pobyt v Itálii.
V roce 1936 se stal uměleckým poradcem firmy Baťa, založil Zlínskou školu umění a Zlínský salon. Roku 1947 se vrátil do Lednice, 1951 se odstěhoval do Mikulova, kde žil až do své smrti v roce 1975. Je pochován na hřbitově v Lednici.

## Umělecká činnost
Od roku 1951 žil v Mikulově. Zde se stal malířem města a jižní Moravy. Maloval zámek, Kozí Hrádek, Svatý Kopeček, staré domy, celkové pohledy na město a krajinu. Miloval Pálavu. Nejraději ji kreslil od Strachotína, protože odtud je nejlépe vidět celý masiv. Náměty našel v Klentnici, Novosedlech, ale především v Pavlově. Domy a sklepy s barokními štíty byly jeho oblíbeným námětem.
Maloval lidi při práci: žně, rybolov, vinobraní jsou také části nástropní fresky mikulovského Sálu předků – dnes Gajdošova sálu. Jako umělec má velký podíl na obnově a záchraně mikulovského zámku. Výrazně napomohl záchraně památek Lednicko-valtického areálu.